# Brestová (Roháče)
Brestová je hora v Roháčích, na hlavním hřebeni Západních Tater. Nachází se asi 6 km jihovýchodně od Zuberce.

## Poloha
Brestová se nachází v severní části rozlehlého masivu Salatínu (2048 m), od kterého je oddělena sedlem Parichvost (1856 m). Asi 300 metrů severně od tohoto sedla se nachází vrcholová kóta Brestové s výškou 1934 m n. m. Na některých mapách (např. mapy.hiking.cz) je vrchol Brestové vyznačen o dalších 300 m dál severozápadním směrem a s výškou jen 1903 m n. m, to je ale jen spočinek hlavního vrcholu.
Hřeben Roháčů se nad Brestovou stáčí na západ a pokračuje nevýraznými vrcholy Zuberec a Pálenica a končí v sedle Pálenica, necelé 2 km západně od Brestové.
Na východních svazích Brestové se v Salatínské a Roháčské dolině nachází významné lyžařské středisko Zverovka - Spálená.

## Přístup
Přístup je možný z několika směrů:
- po modré  značce ze Zverovky
- po červené  značce z Kvačan přes Hutianske sedlo a Sivý vrch
- po červené  značce z Baníkova přes Salatín

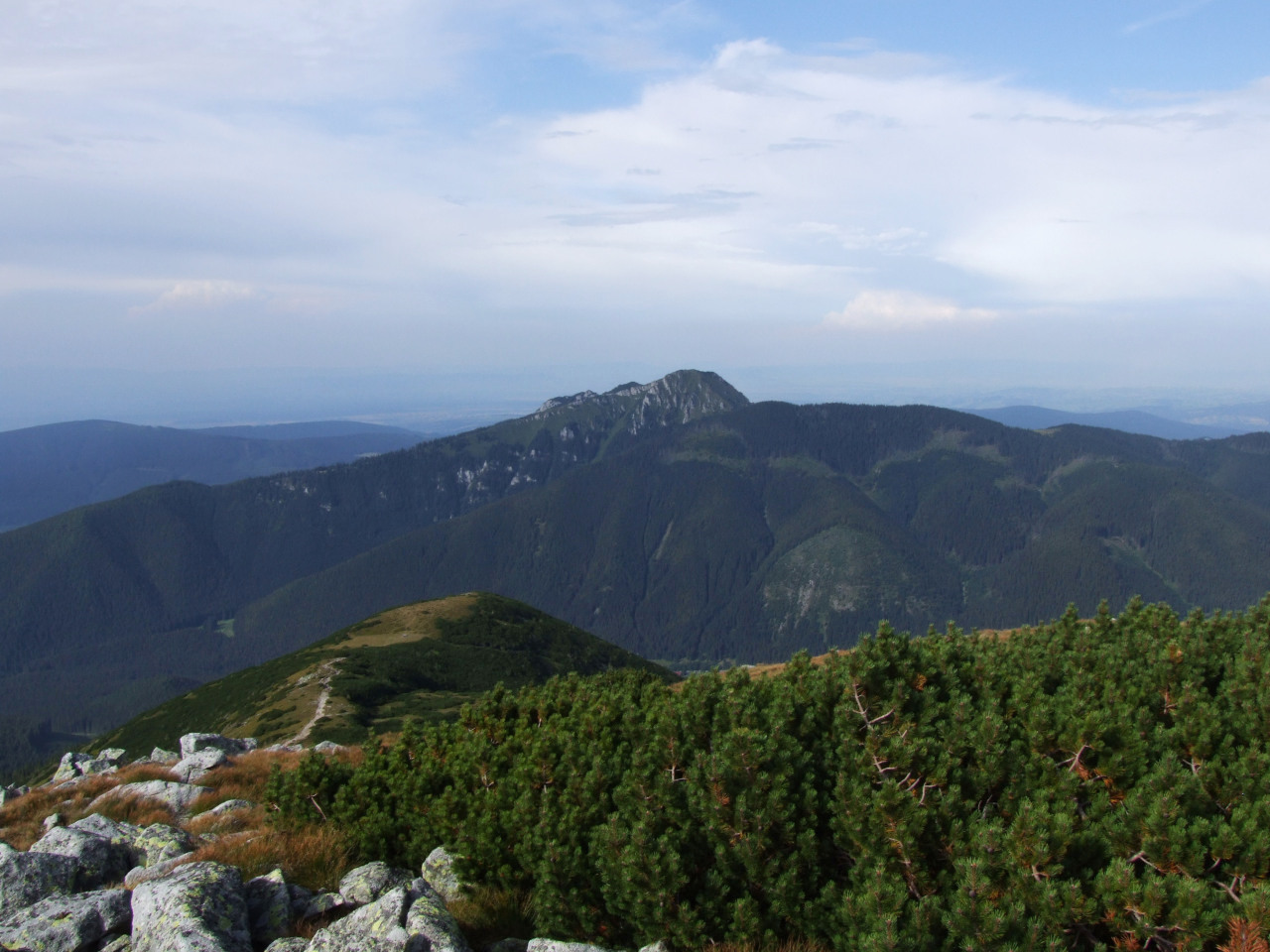
Výhled z Brestové na Osobitou